# Tridentea gemmiflora
Tridentea gemmiflora is een soort uit de maagdenpalmfamilie (Apocynaceae). Het is een klompvormende succulente plant met vierhoekige stengels die 8 centimeter hoog kunnen worden. De stengels hebben een grijze tot groenachtige kleur en zijn bezet met lange zachte kegelvormige tanden. De bloemen hebben een paarszwarte kleur, soms gestreept en gevlekt met crèmegeel of een bleker paars.
De soort komt voor in Zuid-Afrika, waar hij aangetroffen wordt in de Kleine Karoo en de West-Kaap.  Hij groeit in rotsachtige gebieden.

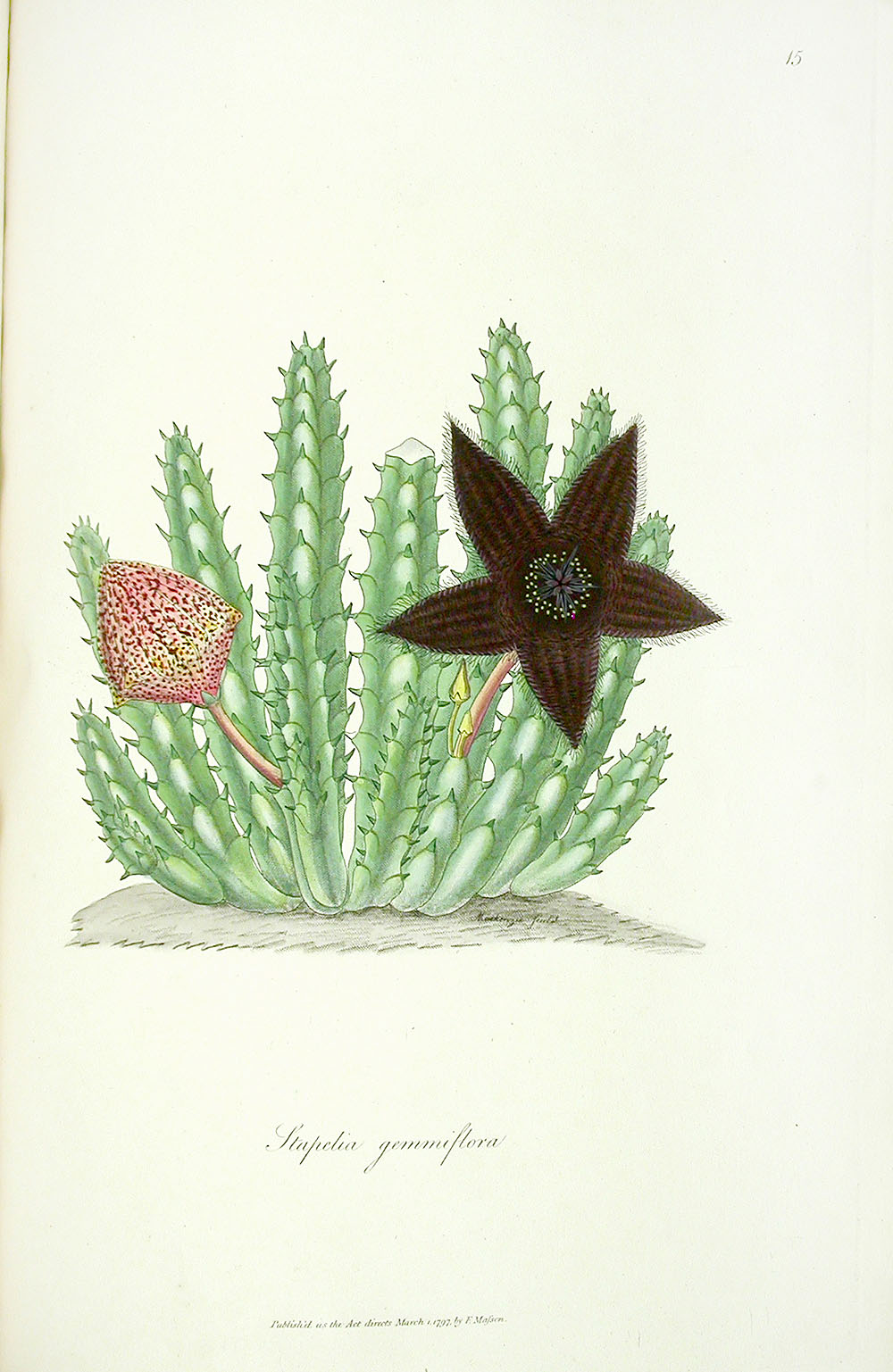
Botanische afbeelding